# Metsä Group
Metsä Group is een grote Finse fabrikant van hout-, pulp- en papierfabrikant. De coöperatie Metsäliitto is de belangrijkste aandeelhouder. Het is de grootste coöperatie in Europa en is eigendom van ongeveer 103.000 Finse boseigenaren.
In 2018 bedroeg de omzet van Metsä Group in totaal 5,7 miljard euro en hiervan wordt driekwart afgezet in Europa. Er werkten ongeveer 9.300 mensen, waarvan ongeveer de helft in Finland. De groep is actief in een groot deel van de keten van bos naar hout en houtproducten, maar produceert ook houtpulp, papier en karton.
De activiteiten zijn verdeeld over een aantal dochterondernemingen zoals de pulpproducent Metsä Fibre, papierproducent Metsä Board, tissueproducent Metsä Tissue en houtproducent Metsä Wood. Metsä Board heeft een beursnotering. Per jaareinde 2018 hield Metsäliitto nog altijd 62% van het stemrecht in Metsä Board. 